# 小行星2071
小行星2071（2071 Nadezhda）是一颗围绕太阳公转的小行星。1971年8月18日，塔瑪拉·斯米爾諾娃在克里米亚发现了此天体。
該小行星以俄羅斯布爾什維克革命家、政治家，弗拉基米爾·列寧的妻子娜傑日達·克魯普斯卡婭命名。
这颗小行星的绝对星等为0.99198等。